# Pteris altissima
Pteris altissima är en kantbräkenväxtart som beskrevs av Jean Louis Marie Poiret. Pteris altissima ingår i släktet Pteris och familjen Pteridaceae. Inga underarter finns listade.